# Alphabet (Kryptologie)
In der Kryptologie versteht man unter einem Alphabet anders als im allgemeinen Sprachgebrauch eine beliebige Anordnung von Symbolen, die die Grundlage für einen Klartext oder den mithilfe eines Verschlüsselungsverfahrens und unter Verwendung eines Schlüssels daraus gewonnenen Geheimtext darstellen. Im einfachsten Fall werden hierzu die 26 Großbuchstaben unseres üblichen lateinischen Alphabets von ihrem natürlichen Platz um Eins verschoben. Im allgemeinen Fall werden sie möglichst zufällig permutiert (umgeordnet), so dass ein „verwürfeltes“ Alphabet entsteht. Es wird häufig auch als Schlüsselalphabet oder Geheimalphabet bezeichnet.
Ein Geheimalphabet kann selbstverständlich auch aus anderen Zeichen als den gewohnten Großbuchstaben bestehen. In der klassischen Kryptographie wurden speziell in Zusammenhang mit einfachen monoalphabetischen Substitutionschiffren häufig ungewöhnliche Zeichen für Geheimalphabete kreiert (siehe auch Weblinks). Zu weiteren Bedeutungen des Begriffs Alphabet siehe auch  Alphabet (Informatik).

## Beispiele

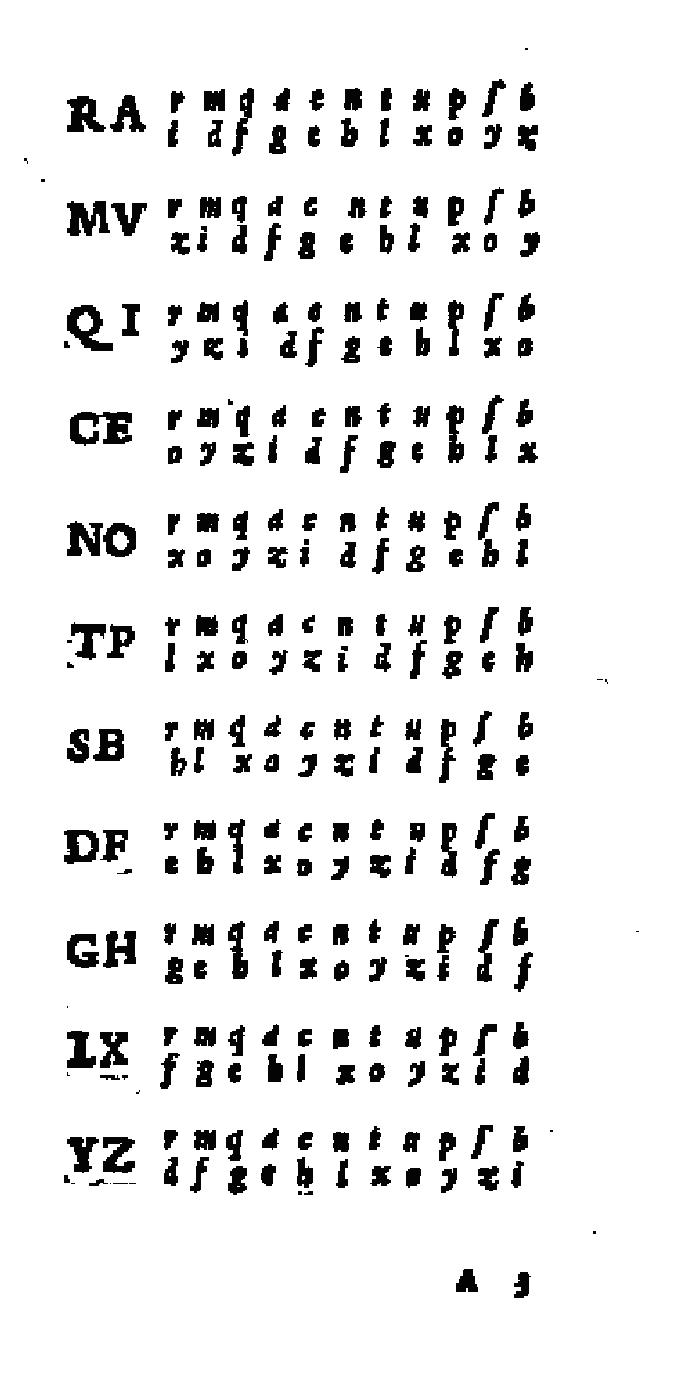
Diese verwürfelten involutorischen Alphabete wurden 1555 vom italienischen Kryptologen Giovan Battista Bellaso vorgeschlagen.

Ausgegangen wird vom Standardalphabet, also den 26 Großbuchstaben des lateinischen Alphabets in ihrer gewohnten Reihenfolge:
- A B C D E F G H I J K L M N O P Q R S T U V W X Y Z

Bei einer Caesar-Verschiebung um Eins wird aus dem Standardalphabet das folgende:
- B C D E F G H I J K L M N O P Q R S T U V W X Y Z A

Bei einer Caesar-Verschiebung um Drei wird aus dem Standardalphabet nun:
- D E F G H I J K L M N O P Q R S T U V W X Y Z A B C

Kryptographisch wesentlich stärker als verschobene Alphabete sind möglichst „verwürfelte“. Ideal wären völlig zufällige, die sich ein Mensch allerdings schlecht merken kann, wie beispielsweise:
- E K M F L G D Q V Z N T O W Y H X U S P A I B R C J

Daher verwendet man gerne Schlüsselworte, die man leicht im Kopf behalten kann, und leitet daraus ein möglichst verwürfeltes Alphabet ab. Beispielsweise benutzt man als Schlüssel „WIKIPEDIA“ und setzt zunächst alle Buchstaben des Schlüsselworts an den Anfang des zu erzeugenden Alphabets, wobei mehrfach auftretende Buchstaben, wie das zweite und dritte „I“ in WIKIPEDIA nicht berücksichtigt werden. Aus WIKIPEDIA wird so WIKPEDA. Daran anschließend werden die restlichen Buchstaben des lateinischen Alphabets aufgefüllt und man erhält:
- W I K P E D A B C F G H J L M N O Q R S T U V X Y Z

Anstelle der hier verwendeten „normalen“ Auffüllung, die bezüglich der kryptographischen Sicherheit den Nachteil hat, dass das Schlüsselalphabet meist (wie auch hier) auf „…XYZ“ endet, sind auch andere Auffüllverfahren denkbar und gebräuchlich. Eine „revertierte“ Auffüllung, bei der man das Restalphabet in umgekehrter (revertierter) Reihenfolge auffüllt, ergibt das folgende Geheimalphabet:
- W I K P E D A Z Y X V U T S R Q O N M L J H G F C B

Lässt man das Schlüsselwort hier weg, erhält man besonders einfach nur ein revertiertes Alphabet, das beim Atbasch, einem der einfachsten Verschlüsselungsverfahren, verwendet wird.
- Z Y X W V U T S R Q P O N M L K J I H G F E D C B A

Dieses Alphabet ist zugleich involutorisch, also selbstinvers. Das bedeutet, die zweifache Anwendung führt wieder zum ursprünglichen Text. Dies hat den praktischen Vorteil, dass der Anwender nicht zwischen Verschlüsselung und Entschlüsselung unterscheiden muss. Beide Verfahrensschritte sind identisch. Allerdings stellen involutorische Alphabete zugleich eine erhebliche kryptographische Schwäche dar. Das vermutlich berühmteste Beispiel hierzu liefert die deutsche Enigma-Maschine aus dem Zweiten Weltkrieg.
Eine Alternative zur revertierten ist die „progressive“ Auffüllung, also beginnend mit dem letzten Buchstaben des Kennworts, hier „A“ den Rest des unverbrauchten Alphabets anzuschließen. Für das in diesem Beispiel gewählte Kennwort ist die Auffüllreihenfolge jedoch hier identisch zur normalen Auffüllung.
Möglich ist auch eine willkürlich verwürfelte Buchstabenreihenfolge zu wählen. Dies hat zwar den praktischen Nachteil, dass sie zumeist nicht im Kopf behalten werden kann, bietet jedoch den Vorteil einer verbesserten kryptographischen Sicherheit.

## Terminologie
Allgemein formuliert geht es in der Kryptographie darum, einen Klartext durch Verschlüsselung mit einem Schlüssel in einen Geheimtext umzuwandeln. Abhängig davon, wie der Klartext dazu aufgespalten wird, wie viele „Alphabete“ zur Verschlüsselung verwendet werden und aus wie vielen Zeichen diese Alphabete aufgebaut sind, und schließlich, auf welche Weise der Geheimtext zusammengesetzt wird, können die unterschiedlichen kryptographischen Verfahren und die dabei verwendeten Alphabete systematisch kategorisiert werden. Dazu dient die folgende Nomenklatur:

### Klartextzerlegung
- Der Klartext wird in Einzelzeichen zerlegt: monographisch (auch: einfach)
- Der Klartext wird in Zeichen-Paare zerlegt: bigraphisch
- Der Klartext wird in Zeichen-Tripel zerlegt: trigraphisch
- Der Klartext wird in Zeichen-Quadrupel zerlegt: tetragraphisch
- Der Klartext wird in Zeichen-Quintupel zerlegt: pentagraphisch
- Der Klartext wird in Zeichen-Oktupel zerlegt: oktographisch

### Alphabetanzahl
- Zur Verschlüsselung wird ein einziges Alphabet verwendet: monoalphabetisch
- Zur Verschlüsselung werden „viele“ Alphabete verwendet: polyalphabetisch

### Alphabetstruktur
- Das Alphabet besteht aus zwei Zeichen: binäre Chiffrierung, z. B. Binärcode
- Das Alphabet besteht aus drei Zeichen: ternäre Chiffrierung
- Das Alphabet besteht aus vier Zeichen: quaternäre Chiffrierung
- Das Alphabet besteht aus fünf Zeichen: quinäre Chiffrierung, z. B. ADFGX
- Das Alphabet besteht aus sechs Zeichen: senäre Chiffrierung, z. B. ADFGVX
- Das Alphabet besteht aus zehn Zeichen: denäre Chiffrierung, z. B. den zehn Ziffern
- Das Alphabet besteht aus 26 Zeichen, beispielsweise unserem gewohnten lateinischen Alphabet
- Das Alphabet besteht aus 32 Zeichen (5 bit), beispielsweise beim Baudot-Code
- Das Alphabet besteht aus 128 Zeichen (7 bit), beispielsweise beim ASCII
- Das Alphabet besteht aus 256 Zeichen (8 bit), beispielsweise beim erweiterten ASCII
- Das Alphabet besteht aus 264 Zeichen (64 bit), beispielsweise beim DES-Verfahren im ECB-Mode

### Geheimtexterzeugung
- Der Geheimtext wird aus Einzelzeichen erzeugt: monopartit
- Der Geheimtext wird aus Zeichen-Paaren erzeugt: bipartit
- Der Geheimtext wird aus Zeichen-Tripeln erzeugt: tripartit
- Der Geheimtext wird aus Zeichen-Oktetten erzeugt: oktopartit, z. B. Bytes